# 畢業紀念冊
畢業紀念冊 （英語：Yearbook，在美國也使用Annual）是在學校中為畢業生設計的紀念用書冊。多數由校方主持製作，但亦有由學生成立的組織（如畢業生聯誼會）來負責製作。

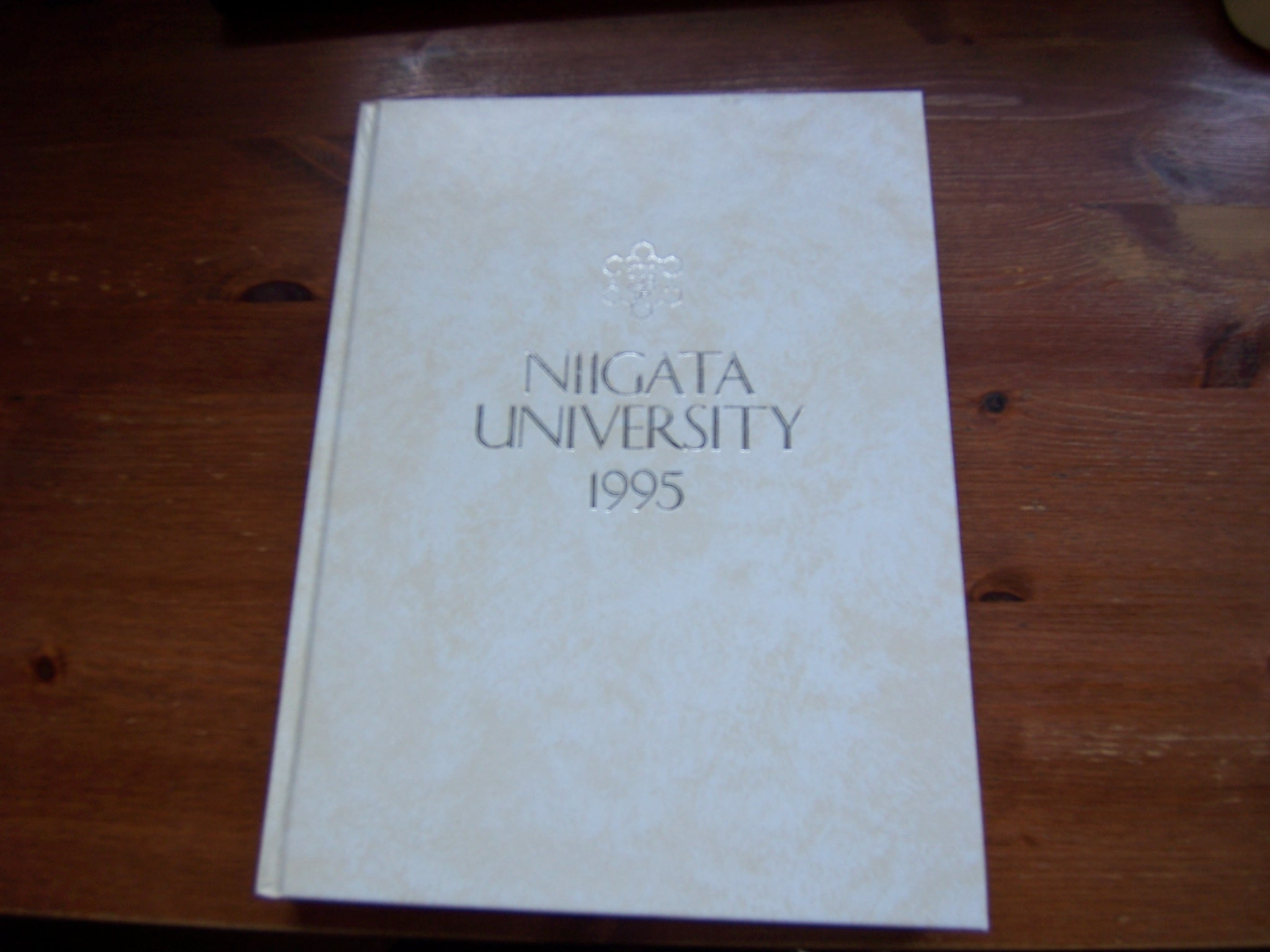
1995年新潟大學畢業紀念冊封面

一般來說，畢業紀念冊都會有校歌、校長、師長的期許，和師長、同學的照片。後面會有簽名區，供老師和同學簽名。早期的畢業紀念冊還會收錄畢業生的連絡地址及電話號碼，近年來個人資料保護意識抬頭，已鮮少收錄。
而在美國许多高中、學院、小学和中学出版畢業紀念冊（Annual），不同於亞洲地區，美國的畢業紀念冊也記錄非畢業生的照片及事跡，並非以畢業生為主角，形式更接近年鑑；然而，近年來因社群網站的發達，出版實體年鑑的比率已逐漸下降。從1995年到2013年，美國大學出版年鑑的學校數量從大約2400所下降到1000所。
在美國，學校中可能有一名指定的工作人員，負責編纂學校的年鑑；年鑑的內容通常涵蓋學術、學生生活、體育、社團和其他主要學校活動的各種主題。一般來說，每個學生都有自己的班級照片。

## 外部連結
- 维基共享资源上的相關多媒體資源：畢業紀念冊